# Dolicheremaeus curvisetus
Dolicheremaeus curvisetus är en kvalsterart som beskrevs av Sandór Mahunka 1974. Dolicheremaeus curvisetus ingår i släktet Dolicheremaeus och familjen Tetracondylidae. Inga underarter finns listade i Catalogue of Life.